# Пелиссан
Пелиссан (фр. Pélissanne) — коммуна на юго-востоке Франции в регионе Прованс — Альпы — Лазурный Берег, департамент Буш-дю-Рон, округ Экс-ан-Прованс, кантон Пелиссан.
Площадь коммуны — 19,11 км², население — 9049 человек (2006) с тенденцией к росту: 9601 человек (2012), плотность населения — 502,4 чел/км².

## Население
Население коммуны в 2011 году составляло 9585 человек, а в 2012 году — 9601 человек.
| 1962 | 1968 | 1975 | 1982 | 1990 | 1999 | 2005 | 2006 | 2010 | 2011 | 2012 |
| ---- | ---- | ---- | ---- | ---- | ---- | ---- | ---- | ---- | ---- | ---- |
| 2636 | 3505 | 5155 | 6245 | 7341 | 8582 | 9069 | 9049 | 9518 | 9585 | 9601 |

Динамика населения:

## Экономика
В 2010 году из 5997 человек трудоспособного возраста (от 15 до 64 лет) 4324 были экономически активными, 1673 — неактивными (показатель активности 72,1 %, в 1999 году — 64,8 %). Из 4324 активных трудоспособных жителей работали 3857 человек (2056 мужчин и 1801 женщина), 467 числились безработными (209 мужчин и 258 женщин). Среди 1673 трудоспособных неактивных граждан 585 были учениками либо студентами, 541 — пенсионерами, а ещё 547 — были неактивны в силу других причин.
На протяжении 2010 года в коммуне числилось 3866 облагаемых налогом домохозяйств, в которых проживало 9498,0 человек. При этом медиана доходов составила 22 тысячи 926 евро на одного налогоплательщика.